# Loxoconcha ovulata
Loxoconcha ovulata is een mosselkreeftjessoort uit de familie van de Loxoconchidae. De wetenschappelijke naam van de soort is voor het eerst geldig gepubliceerd in 1853 door Costa.